# Golden Raspberry Awards 2007
De Golden Raspberry Awards 2007 was het 28e evenement rondom de uitreiking van de Golden Raspberry Awards. De uitreiking werd gehouden op 23 februari 2008 in Santa Monica, Californië voor de slechtste prestaties binnen de filmindustrie van 2007.
De eerste plaats was voor de film I Know Who Killed Me, die 8 Razzies won; een nieuw record. De films met de meeste nominaties waren I Know Who Killed Me met 9 nominaties en I Now Pronounce You Chuck and Larry en Norbit met 8 nominaties.

## Genomineerden en winnaars
| "Winnaar"* |

| Categorie | Nominaties |
| --- | ---------- |
| Slechtste film |            |
| I Know Who Killed Me (Sony/TriStar) |            |
| Bratz (Lionsgate) |            |
| Daddy Day Camp (Sony/TriStar/Revolution)                                                                                                |            |
| I Now Pronounce You Chuck and Larry (Universal)                                                                                         |            |
| Norbit (DreamWorks) |            |
| Slechtste acteur |            |
| Eddie Murphy$ in $Norbit (als het personage Norbit)                                                                                     |            |
| Adam Sandler in I Now Pronounce You Chuck and Larry                                                                                     |            |
| Cuba Gooding jr. in Daddy Day Camp en Norbit                                                                                            |            |
| Jim Carrey in The Number 23 |            |
| Nicolas Cage in Ghost Rider, National Treasure: Book of Secrets en Next                                                                 |            |
| Slechtste actrice |            |
| Lindsay Lohan in I Know Who Killed Me (als het personage Aubrey) en in I Know Who Killed Me (als het personage Dakota)                  |            |
| Diane Keaton in Because I Said So |            |
| Elisha Cuthbert in Captivity |            |
| Jessica Alba in Awake, Fantastic Four: Rise of the Silver Surfer en Good Luck Chuck                                                     |            |
| Logan Browning, Janel Parrish, Nathalia Ramos en Skyler Shaye in Bratz                                                                  |            |
| Slechtste mannelijke bijrol |            |
| Eddie Murphy in Norbit (als het personage Mr. Wong)                                                                                     |            |
| Jon Voight in Bratz, National Treasure: Book of Secrets, September Dawn and Transformers                                                |            |
| Kevin James in I Now Pronounce You Chuck and Larry                                                                                      |            |
| Orlando Bloom in Pirates of the Caribbean: At World's End                                                                               |            |
| Rob Schneider in I Now Pronounce You Chuck and Larry                                                                                    |            |
| Slechtste vrouwelijke bijrol |            |
| Eddie Murphy in Norbit (als het personage Rasputia)                                                                                     |            |
| Carmen Electra in Epic Movie |            |
| Jessica Biel in I Now Pronounce You Chuck and Larry en Next                                                                             |            |
| Julia Ormond in I Know Who Killed Me |            |
| Nicollette Sheridan in Code Name: The Cleaner                                                                                           |            |
| Slechtste filmkoppel |            |
| Lindsay Lohan en Lindsay Lohan ("als de yang van haar eigen yin") in I Know Who Killed Me                                               |            |
| Adam Sandler en óf Kevin James óf Jessica Biel in I Now Pronounce You Chuck and Larry                                                   |            |
| Eddie Murphy (als Norbit) en óf Eddie Murphy (als Mr. Wong) óf Eddie Murphy (als Rasputia) in Norbit                                    |            |
| Jessica Alba en óf Hayden Christensen (Awake), Dane Cook (Good Luck Chuck) óf Ioan Gruffudd (Fantastic Four: Rise of the Silver Surfer) |            |
| "Elke combinatie van twee hersenloze personages" in Bratz                                                                               |            |
| Slechtste remake of rip-off |            |
| I Know Who Killed Me (Hostel, Saw en The Patty Duke Show)                                                                               |            |
| Are We Done Yet? (Mr. Blandings Builds His Dream House)                                                                                 |            |
| Bratz (Bratz) |            |
| Epic Movie ("rip-off van elke film waarnaar wordt verwezen")                                                                            |            |
| Who's Your Caddy? (Caddyshack) |            |
| Slechtste prequel of vervolg |            |
| Daddy Day Camp |            |
| Aliens vs. Predator: Requiem |            |
| Evan Almighty |            |
| Hannibal Rising |            |
| Hostel: Part II |            |
| Slechtste regisseur |            |
| Chris Sivertson voor I Know Who Killed Me                                                                                               |            |
| Brian Robbins voor Norbit |            |
| Dennis Dugan voor I Now Pronounce You Chuck and Larry'                                                                                  |            |
| Fred Savage voor Daddy Day Camp |            |
| Roland Joffé voor Captivity |            |
| Slechtste scenario |            |
| I Know Who Killed Me (geschreven door Jeffrey Hammond)                                                                                  |            |
| Daddy Day Camp (scenario van Geoff Rodkey and David J. Stem & David N. Weiss)                                                           |            |
| Epic Movie (geschreven door Jason Friedberg & Aaron Seltzer)                                                                            |            |
| I Now Pronounce You Chuck and Larry (scenario van Barry Fanaro en Alexander Payne & Jim Taylor)                                         |            |
| Norbit (scenario van Eddie Murphy & Charlie Murphy, en Jay Sherick & David Ronn)                                                        |            |
| Slechtste scenario voor een horrorfilm                                                                                                  |            |
| I Know Who Killed Me |            |
| Aliens vs. Predator: Requiem |            |
| Captivity |            |
| Hannibal Rising |            |
| Hostel: Part II |            |

1980 ·
1981 ·
1982 ·
1983 ·
1984 ·
1985 ·
1986 ·
1987 ·
1988 ·
1989 ·
1990 ·
1991 ·
1992 ·
1993 ·
1994 ·
1995 ·
1996 ·
1997 ·
1998 ·
1999 ·
2000 ·
2001 ·
2002 ·
2003 ·
2004 ·
2005 ·
2006 ·
2007 ·
2008 ·
2009 ·
2010 ·
2011 ·
2012 ·
2013 ·
2014 ·
2015 ·
2016 ·
2017 ·
2018 ·
2019 ·
2020 ·
2021 ·
2022 ·
2023 ·
2024